# Bellonne
Bellonne ist eine französische französische Gemeinde mit 213 Einwohnern (Stand 1. Januar 2022) im Département Pas-de-Calais in der Region Hauts-de-France. Sie gehört zum Arrondissement Arras und zum Kanton Brebières.

## Lage
Die Gemeinde Bellonne liegt an der Grenze zum Département Nord, sechs Kilometer südlich von Douai und 17 Kilometer östlich von Arras. Nachbargemeinden von Bellonne sind Gouy-sous-Bellonne im Nordosten, Estrées im Südosten, Tortequesne im Südwesten sowie Noyelles-sous-Bellonne im Nordwesten.

## Bevölkerungsentwicklung
| Jahr                       | 1962 | 1968 | 1975 | 1982 | 1990 | 1999 | 2011 | 2022 |
| Einwohner                  | 115  | 115  | 127  | 166  | 263  | 249  | 232  | 213  |
| Quellen: Cassini und INSEE |      |      |      |      |      |      |      |      |

## Sehenswürdigkeiten

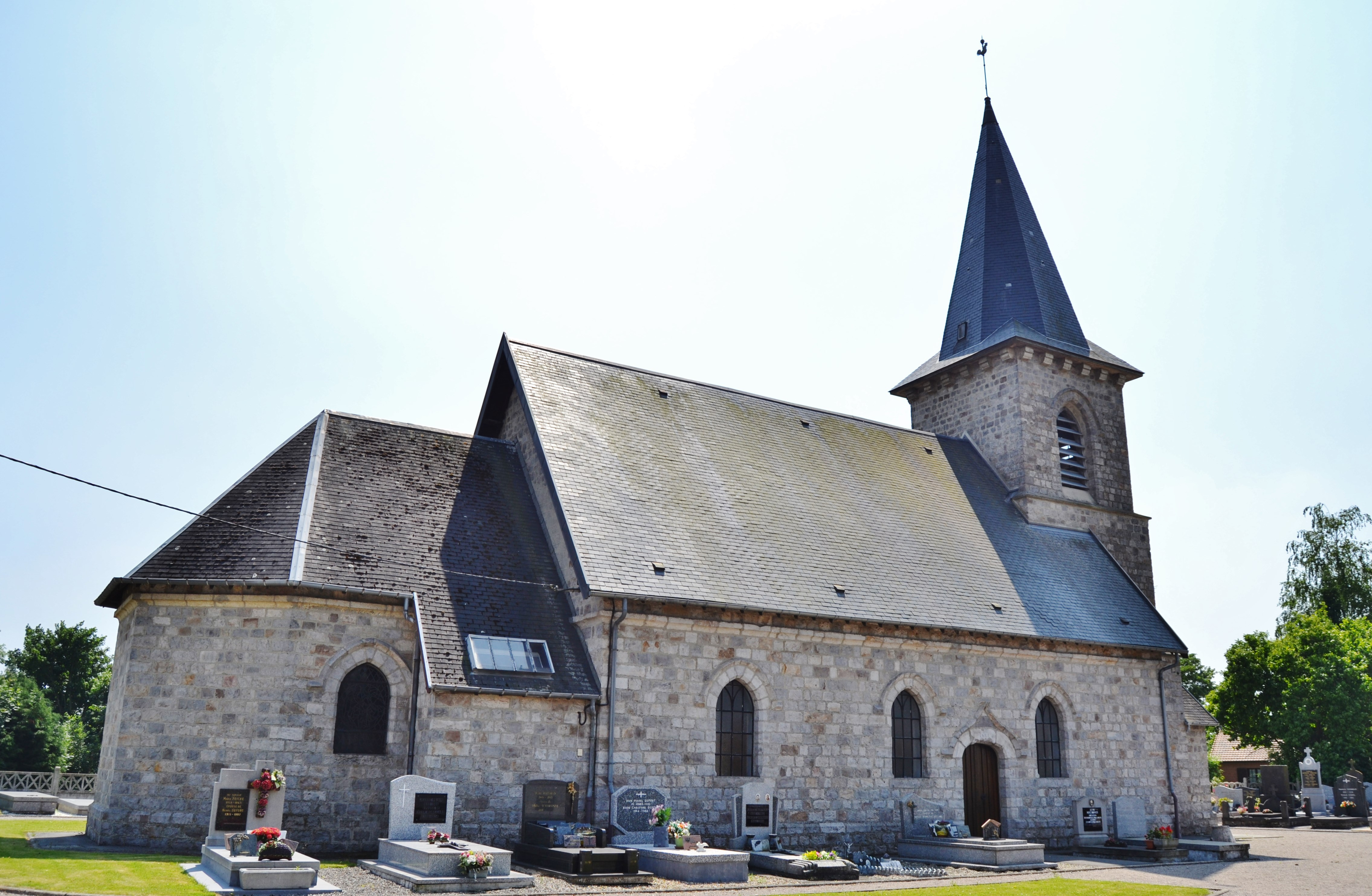
Kirche Saint-Martin
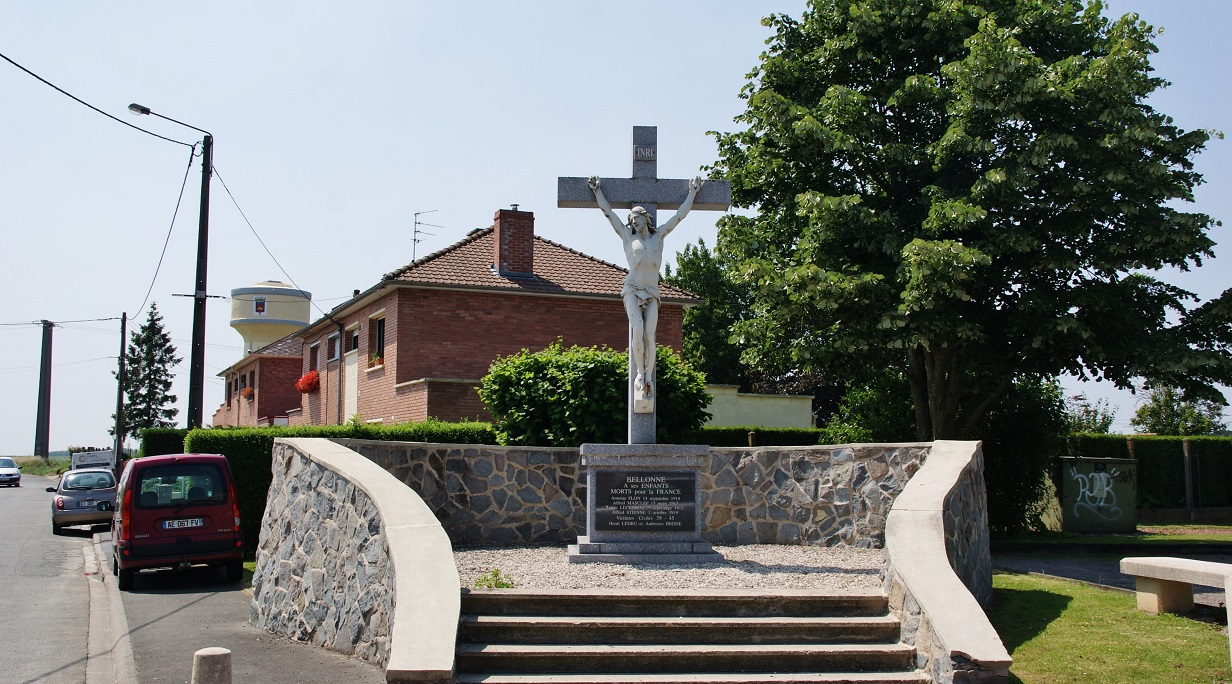
Gefallenendenkmal

- Kirche Saint-Martin
- Gefallenendenkmal